# Windows ムービーメーカー
Windowsムービーメーカー (英: Windows Movie Maker) は、かつて、マイクロソフトが開発していたビデオの製作・編集に使用するソフトウェア。

## 概要
Adobe Premiere等の映像編集ソフトウェアと同様の目的で作られたソフトウェア。Windows Meで初めて搭載されたが、当初は機能が乏しく、単に取り込んだ映像をトリミングする程度しかできなかった。Windows XPでも同ツールは引き継がれたが、画面上のデザインが多少変わった程度で内容はWindows Meに付帯したものと変わらなかった。Windows Media 9シリーズ開発の一環として登場したバージョン2.0からは、視聴覚効果やテロップの追加等が可能になり、比較的簡単な動画であれば他のソフトを利用する必要はなくなった。ただし、操作性や動画に対しての詳細な設定は限定されているため、高度な映像の制作や編集には適さない。また、PCのスペックにもよるが画像の貼付に関しても非常に制限が厳しく、規定枚数以上になると強制終了する。フリーズがたびたび起きるので非常に扱いづらい。ただし、GUIは他の商用ソフトに比べ直感的に扱いやすく、初めて動画編集を始めようとする人へ向けての配慮が、他の商用ソフトに比べ見られる。たとえば直感的に切り取ったり、そのまま保存できたりというのは、他の多機能ソフトに比べ圧倒的に扱いやすく配慮されている。
読み込み形式はWMAやWMV形式の他に、既存のAVI、BMP、JPEG、GIF、MPEG（要対応コーデック）、WAV形式などが利用できる。書き出すファイル形式はWMV形式もしくはDVコーデックのAVI形式のみに限られているが、動画の品質設定が行えるため、ローカルコンピュータ内での鑑賞であれば高画質に、電子メールやインターネット上での公開であれば低画質に指定するなど、目的に応じた選択ができる。DV接続にも対応し、IEEE 1394経由で接続したビデオカメラから映像を取り込むことも可能。
現在はMP4形式出力にも対応し、最高50Mbpsでの出力ができる。音声は192kbpsまでに限られている。
ムービーメーカー 2 が登場した当初は単独のインストーラが公開されていたが、2.1ではWindows XP Service Pack 2 と同梱する形態を取ったため、単独で入手するには収録CDを購入する必要がある。
Windows Vistaのリリース後、Windows ムービーメーカーの開発は中止された。その後継アプリケーションである Windows Live ムービーメーカー（後のWindows ムービーメーカー）は、Windows Liveサービスの1つとしてWindows Essentialsに含まれており、無料でダウンロードできた。安定性は向上したものの、機能面では2.1より大幅に削られて簡素化されており、初心者向けに特化した仕様となっているため、Windows ムービーメーカーで可能だった複雑な動画や画像の合成はできなくなっている。また、Windows XP以前の環境では動作しない。2017年1月10日に配布とサポートを終了した。
実質的な後継として、Windows 10では「フォト」アプリ内の「ビデオエディター」、Windows 11ではMicrosoft Clipchampがその役割を担っている。

## バージョン
Windows Me専用
- 1.0 - Windows Meに搭載（2000年）
  - 1.0.1377 - Web 送信を行うための設定ファイル (FTPINFO.DAT) が更新されない問題を修正。 Windows Updateにて配布（2001年）

Windows XP専用
- 1.1 - Windows XP初期出荷版に搭載（2001年）
  - 1.1.1 - Windows XP SP1に搭載 （2002年）
- 1.2 - Windows Updateにて配布（2002年）
  - 1.2.1 - Windows Updateにて配布（2002年）
- 2.0 - Windows XP初期出荷版およびSP1用（2003年）
- 2.1 - Windows XP SP2に搭載（2004年）
- 2.5 - Windows XP Media Center Edition 2005用。2.1にDVD書き込み機能を追加したもの（2004年）

Windows Vista専用
- 2.6 - ダウンロードセンターから入手可能（2007年）
- 6.0 - Windows Vista Home PremiumとUltimateに搭載（2007年）

## 主な機能
- プロジェクト単位でのデータ管理
- 既存の画像・動画の取り込み
- 既存の画像・動画のトリミングおよびつなぎ合わせ
- 特殊効果の追加
- テロップの挿入
- ファイルの書き出し
- 音楽の追加
- ナレーションの録音
- オートムービーの作成

他

## 再生可能なファイル形式
- 画像ファイル : bmp, dib, emf, gif, jfif, jpe, jpeg, jpg, png, tif, tiff, wmf
- 動画ファイル : asf, avi, dvr-ms, m1v, mp2, mp2v, mpe, mpeg, mpg, mpv2, wm, wmv
- 音声ファイル : aif, aifc, aiff, asf, au, mp2, mp3, mpa, snd, wav, wma